# Сертания
Сертания (порт. Sertânia) — муниципалитет в Бразилии, входит в штат Пернамбуку. Составная часть мезорегиона Сертан штата Пернамбуку. Входит в экономико-статистический микрорегион Сертан-ду-Мошото. Население составляет 34 106 человек на 2007 год. Занимает площадь 2422 км². Плотность населения — 14,0 чел./км².

## Статистика
- Валовой внутренний продукт на 2004 год составляет 80 516 000,00 реалов (данные: Бразильский институт географии и статистики).
- Валовой внутренний продукт на душу населения на 2004 год составляет 2537,00 реалов (данные: Бразильский институт географии и статистики).
- Индекс развития человеческого потенциала на 2000 год составляет 0,648 (данные: Программа развития ООН).